# ロマーノ・ディ・ロンバルディーア
ロマーノ・ディ・ロンバルディーア（伊: Romano di Lombardia  ( 音声ファイル)）は、イタリア共和国ロンバルディア州ベルガモ県にある、人口約2万人の基礎自治体（コムーネ）。

## 地理

### 位置・広がり
ベルガモ県南部のコムーネ。県都ベルガモから南南東へ21km、ブレシアから西へ36km、州都ミラノから東へ45kmの距離にある。

#### 隣接コムーネ
隣接するコムーネは以下の通り。
- バリアーノ
- コローニョ・アル・セーリオ
- コルテヌオーヴァ
- コーヴォ
- ファーラ・オリヴァーナ・コン・ソーラ
- フォルノーヴォ・サン・ジョヴァンニ
- マルティネンゴ
- モレンゴ

### 地震分類
イタリアの地震リスク階級 (it) では、3 に分類される
。